# Gui Mombaerts
Pour les articles homonymes, voir Mombaerts.
Gui Mombaerts, né Guillaume Mombaerts le 6 octobre 1902 à Molenbeek-Saint-Jean (Belgique) et mort le 6 juin 1993 aux États-Unis, à Evanston (Illinois), est un pianiste belge, également professeur de musique,.

## Biographie
Guillaume Mombaerts suit des cours de piano dès l'âge de huit ans et étudie au Conservatoire royal de Bruxelles de 1912 à 1925. Il suit notamment des cours de piano avec Arthur De Greef, un élève de Franz Liszt. En 1926, il remporte le prix Gunther et, en 1927, il est l'un des finalistes du Concours international de piano Chopin à Varsovie. Les années suivantes, il se produit en tant que soliste à travers l'Europe et est membre du Belgian Piano-String Quartet.
Mombaerts se consacre intensivement à l'enseignement. Il enseigne à l'École de musique de Watermael-Boitsfort de 1923 à 1928 et est professeur de piano et d'harmonie au Conservatoire de La Louvière de 1925 à 1940. Il travaille également comme professeur de piano à l'École normale de musique de Bruxelles (1925-1927), professeur de piano à l'école de musique de Molenbeek (1934-1940) et est professeur de piano à la Chapelle musicale Reine Élisabeth (1938-1940),.
Après l'occupation de la Belgique par l'Allemagne, Mombaerts émigre aux États-Unis avec le Belgian Piano-String Quartet, qui était en tournée au Portugal. Il enseigne au Colorado College de 1941 à 1943. Après la guerre, il se produit aux États-Unis et au Canada avec le violoniste William Primrose ainsi qu'en soliste avec plusieurs orchestres symphoniques.
De 1945 à 1946, il enseigne à l'université d'État d'Emporia à Pittsburg, puis, jusqu'en 1948, il est professeur de piano et de musique de chambre à l'université du Kansas à Kansas City. 
Depuis 1948, il enseigne à l'université Northwestern, où il est professeur de 1956 jusqu'à sa retraite en 1971, et, à partir de 1957, en tant que chef du département de piano. En 1959, il y forme le Northwestern Trio avec Ángel Reyes (en) et Dudley Powers.
Parmi ses élèves figure Ralph Votapek.     